# Schallstadt
Schallstadt (alemannisch Schallsched) ist eine Gemeinde im Landkreis Breisgau-Hochschwarzwald in Baden-Württemberg.

## Geografie

### Nachbargemeinden
Die Gemarkung grenzt – vom Norden im Uhrzeigersinn – an Freiburg im Breisgau, Ebringen, Bollschweil, Pfaffenweiler, Ehrenkirchen und Bad Krozingen.
Die Grenze zu Bollschweil markiert dabei lediglich der Hohbannstein unterhalb des Hohfirstgipfels. Geographisch ist Schallstadt dem südlichen Breisgau zugeordnet.

### Gemeindegliederung
Zur Gemeinde Schallstadt gehören die ehemals selbstständigen Gemeinden Mengen und Wolfenweiler. Zur ehemaligen Gemeinde Mengen gehört das Dorf Mengen. Zur Gemeinde Schallstadt in den Grenzen vom 31. Dezember 1970 gehören das Dorf Schallstadt und der Weiler Föhrenschallstadt. Zur ehemaligen Gemeinde Wolfenweiler gehören das Dorf Wolfenweiler und der Weiler Leutersberg.
Im Gemeindeteil Mengen liegt die abgegangene Ortschaft Bechtoldskirch.
- Leutersberg (alem. Lidischberg) liegt am Schönberg und hat 200 Einwohner.
- Mengen (alem. Mänge) wird erstmals 776 im Lorscher Codex erwähnt.[3]
- Wolfenweiler (alem. Wolfewiler) wird erstmals 873 in Urkunden des Klosters St. Gallen erwähnt.

Wappen der Ortsteile

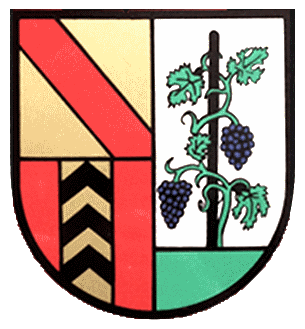
Altes Schallstadter Wappen
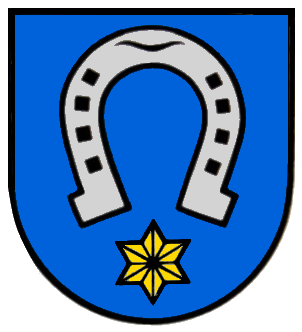
Mengen
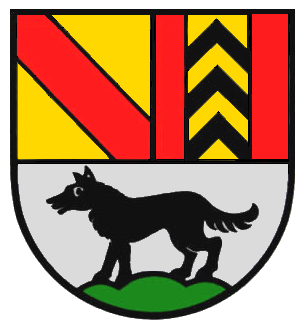
Wolfenweiler

## Geschichte

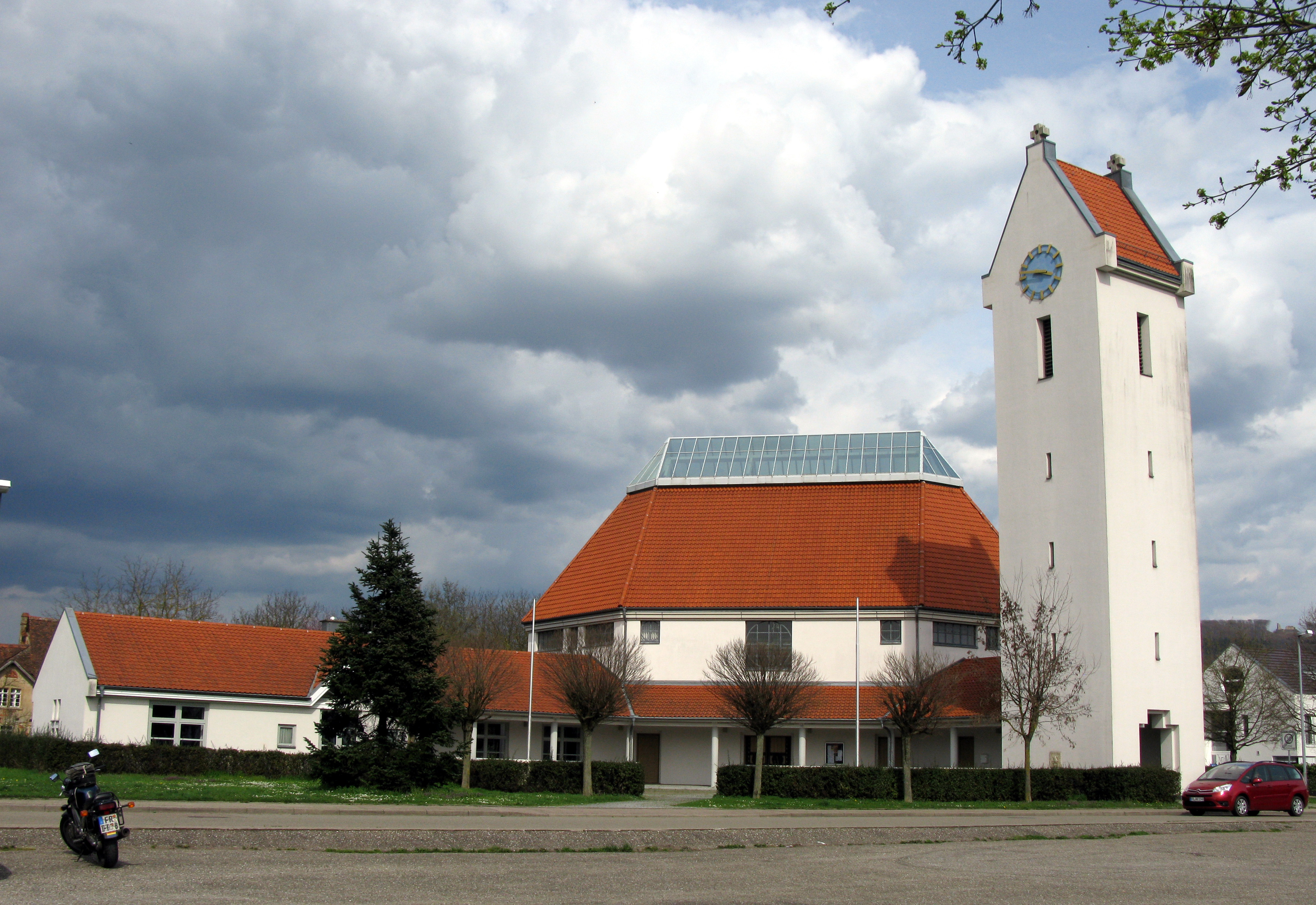
Katholische Kirche St. Blasius in Schallstadt-Wolfenweiler

### Bis zum 19. Jahrhundert
Ob „Openwilare“, wo nach einer Urkunde von 850 zur Zeit des Merowingerkönigs Chilperich II., also zwischen 716 und 720, ein alemannischer Adliger dem Kloster St. Gallen Land schenkte, Wolfenweiler oder das südlich angrenzende Pfaffenweiler meinte oder einen dritten Ort, bleibt letztlich unbekannt. Sicher bezeugt ist der Name in St. Galler Urkunden von 873 als „Wolvinwilare“. Der Name „Schallstadt“ erscheint zum ersten Mal in der im 12. Jahrhundert angefertigten Abschrift einer Urkunde von 779, und zwar als „Scalcstater marca“.
Nach Wolfenweiler nannte sich im 11. Jahrhundert ein Adelsgeschlecht, das mit den Grafen von Nimburg verwandt war. Nach deren Aussterben Anfang des 13. Jahrhunderts war Wolfenweiler zwischen den Zähringern und dem Bistum Straßburg strittig, gelangte aber schließlich an die Grafen von Freiburg. Auch Schallstadt gehörte zeitweilig den Zähringern. Im 12. Jahrhundert schenkte Agnes, die Witwe Bertholds II. von Zähringen, dem Kloster St. Peter auf dem Schwarzwald ihr Gut in „villa Scalstat“. Auch in Schallstadt gewannen anschließend die Grafen von Freiburg die Hoheitsrechte.
Die Grafen von Freiburg setzten 1457 den ihnen verwandten Markgrafen Rudolf IV. von Hachberg-Sausenberg zum Erben ein. 1503 übernehmen die Freiburger Grafen die Herrschaft Badenweiler, die dann mitsamt den Gemeinden des heutigen Schallstadts über die Markgrafen Hachberg-Sausenberg 1503 an die Markgrafen von Baden fällt. Bei der badischen Erbteilung von 1535 fielen die Orte an die Markgrafschaft Markgrafschaft Baden-Durlach. Diese führte in ihrem gesamten Gebiet 1556 die Reformation durch, sodass die gesamten Schallstadter Gemeinden anders als das ansonsten weitgehend vorderösterreichische Umland protestantisch wurden. 1806 stieg Baden-Durlach zum Großherzogtum Baden auf.

### Eingemeindungen
Am 1. Januar 1971 schlossen sich Schallstadt und Wolfenweiler zur neuen Gemeinde Schallstadt-Wolfenweiler zusammen; genau vier Jahre später kam es zur Vereinigung dieser Gemeinde mit Mengen und Ebringen.
Ebringen jedoch klagte gegen diese Eingemeindung vor dem baden-württembergischen Verwaltungsgerichtshof in Mannheim auf Wiedererlangung der Selbständigkeit, da die Gemeinde Pfaffenweiler nicht wie im Vertrag vorgesehen der neuen Gesamtgemeinde angehöre, und bekam am 6. Februar 1976 recht, sodass die Eingemeindung Ebringens zurückgenommen wurde.
Der Gemeindename Schallstadt-Wolfenweiler wurde am 1. November 1977 zu Schallstadt vereinfacht.

## Politik

### Gemeinderat

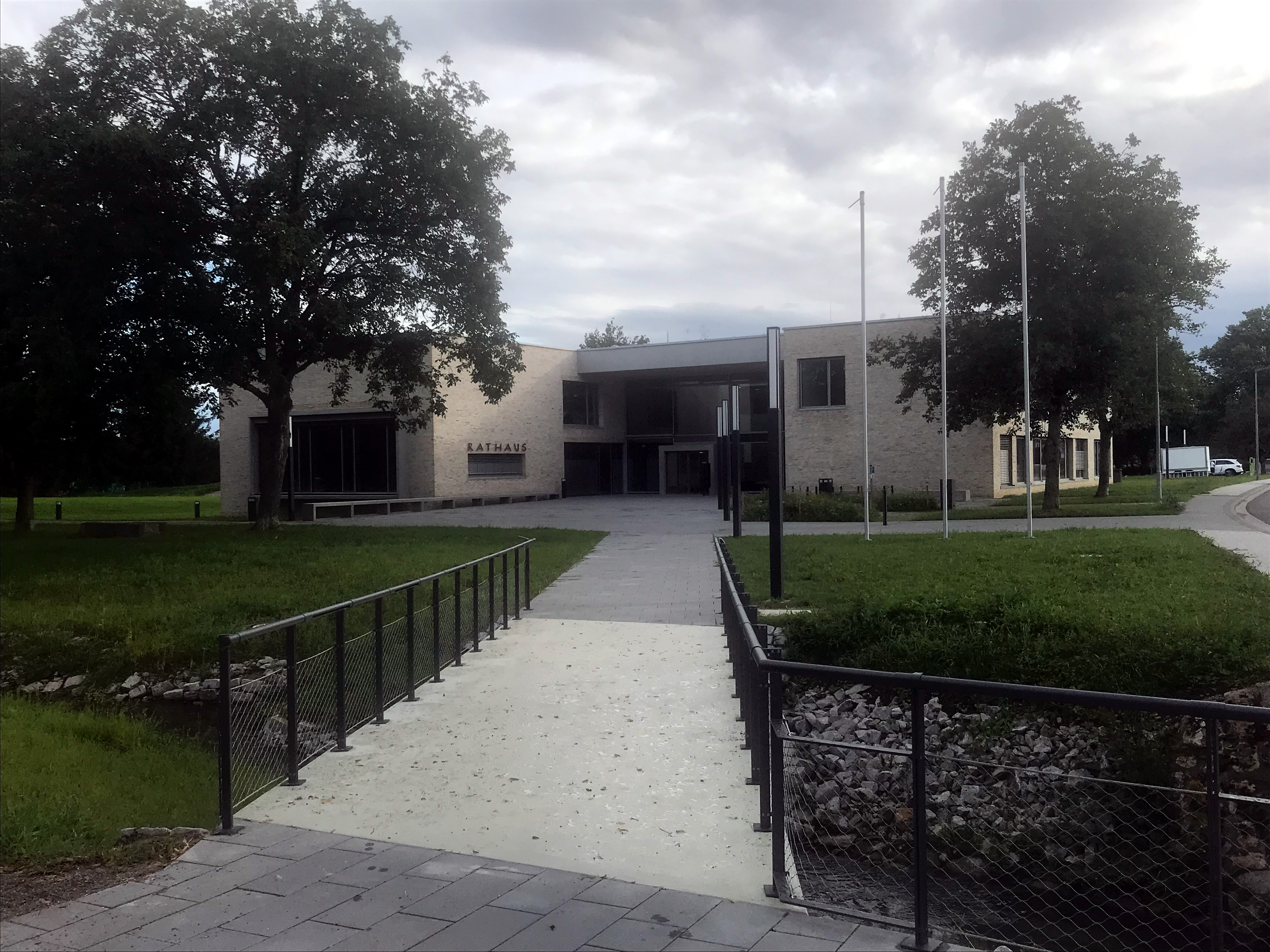
Neues Rathaus der Gemeinde Schallstadt im Ortsteil Wolfenweiler

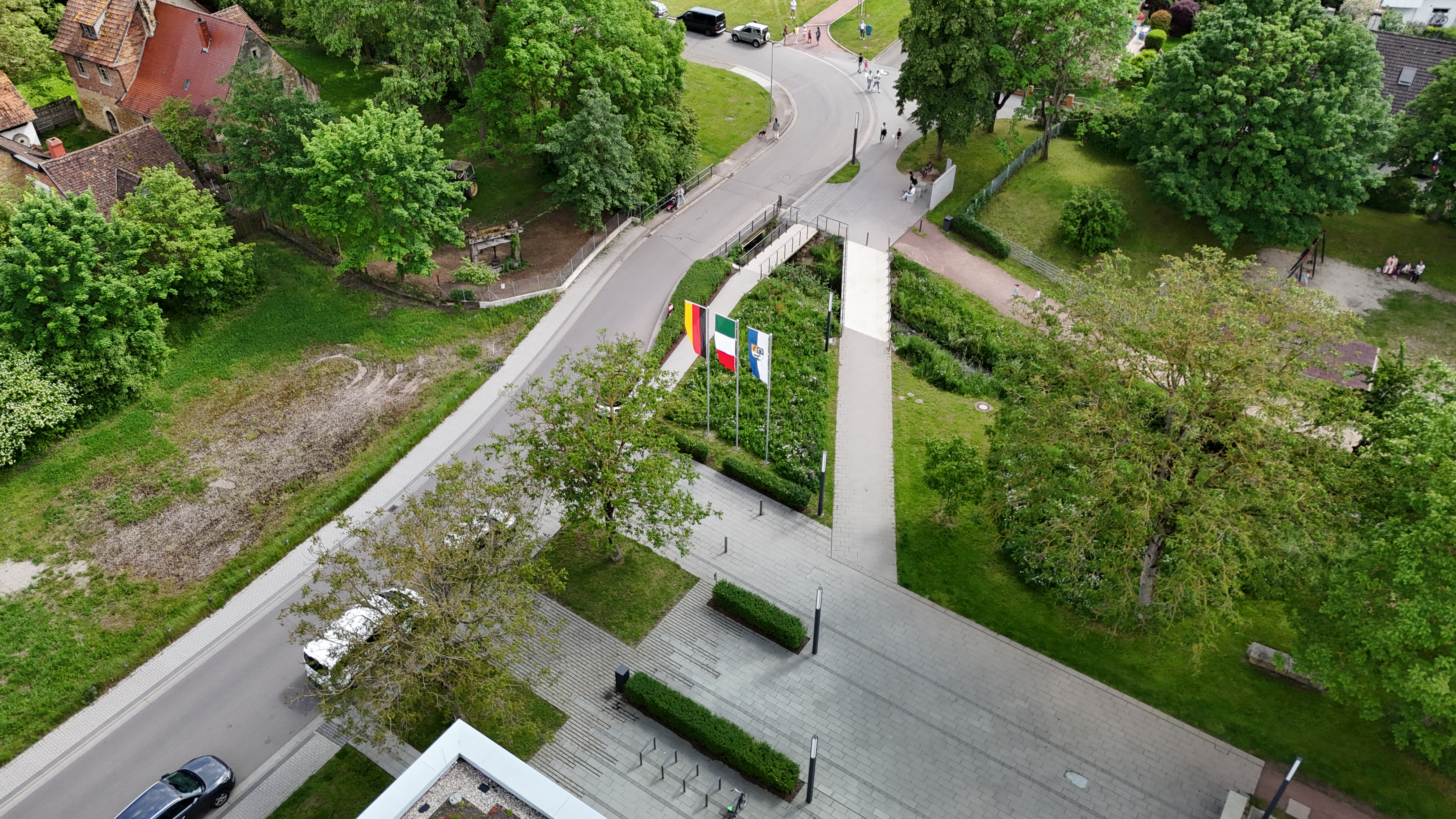
Vorplatz des Rathauses, Fahnenstangen am Einweihungswochenende 2024; Bundesflagge, Italienische Flagge (Partnerstadt) und Gemeindeflagge

Die Kommunalwahl am 9. Juni 2024 ergab bei einer Wahlbeteiligung von 68,4 % folgende Sitzverteilung im Schallstadter Gemeinderat:
| Partei / Liste                       | Stimmenanteil | +/- %p | Sitze | +/- |
| Die Grünen                           | 25,3 %        | −7,2   | 3     | – 1 |
| CDU                                  | 15,8 %        | − 2,7  | 2     | – 1 |
| SPD                                  | 12,9 %        | + 0,3  | 2     | ± 0 |
| Aktive Bürgerliste Schallstadt e. V. | 26,8 %        | + 5,3  | 4     | + 1 |
| Freie Wählervereinigung Schallstadt  | 19,2 %        | + 4,3  | 3     | + 1 |

### Bürgermeister
- 1967–1988 Oskar Hanselmann (1967–71 Bürgermeister von Alt-Schallstadt)
- 1988–2004 Dieter Rehm
- 2004–2020 Jörg Czybulka
- seit 2020 Sebastian Kiss

Am 9. Februar 2020 wurde Sebastian Kiss im ersten Wahlgang mit 50,33 % der Stimmen und einer Wahlbeteiligung von 54,98 % zum Nachfolger von Jörg Czybulka gewählt, dessen Amtszeit am 30. April 2020 endete. Kiss war zuvor stellvertretender Hauptamtsleiter in Baiersbronn.
Jörg Czybulka wurde 2004 zum Nachfolger von Dieter Rehm gewählt und im März 2012 ohne Gegenkandidat für eine zweite Amtszeit bestätigt.

### Wappen
Das Wappen Schallstadt bringt die Identität der Teilorte zum Ausdruck.
Blasonierung: Geteilt, oben gespalten von Blau und Gold, vorne  ein silbernes Hufeisen, hinten eine blaue Weintraube an grünem Stiel mit grünem Blatt, unten in Silber auf grünem Dreiberg ein schreitender schwarzer Wolf.

### Städtepartnerschaften
Mit der Gemeinde Rosà in Italien wird seit 1991 eine Städtepartnerschaft gepflegt. Rosà ist eine der größten Gemeinden der Provinz Vicenza.
Die im Oktober 2023 fertiggestellte Ortsmitte (ehemals Sportanlage Wolfenweiler) wurde am Samstag, den 18. Mai 2024 zur „Piazza Rosà“ mit einem Festakt eingeweiht. Mit den italienischen Gästen aus Rosà, einem Gottesdienst und Konzerten wurde die lange bestehende Städtepartnerschaft bzw. Freundschaft zu Ehren der italienischen Partnergemeinde gefeiert.

## Wirtschaft und Infrastruktur

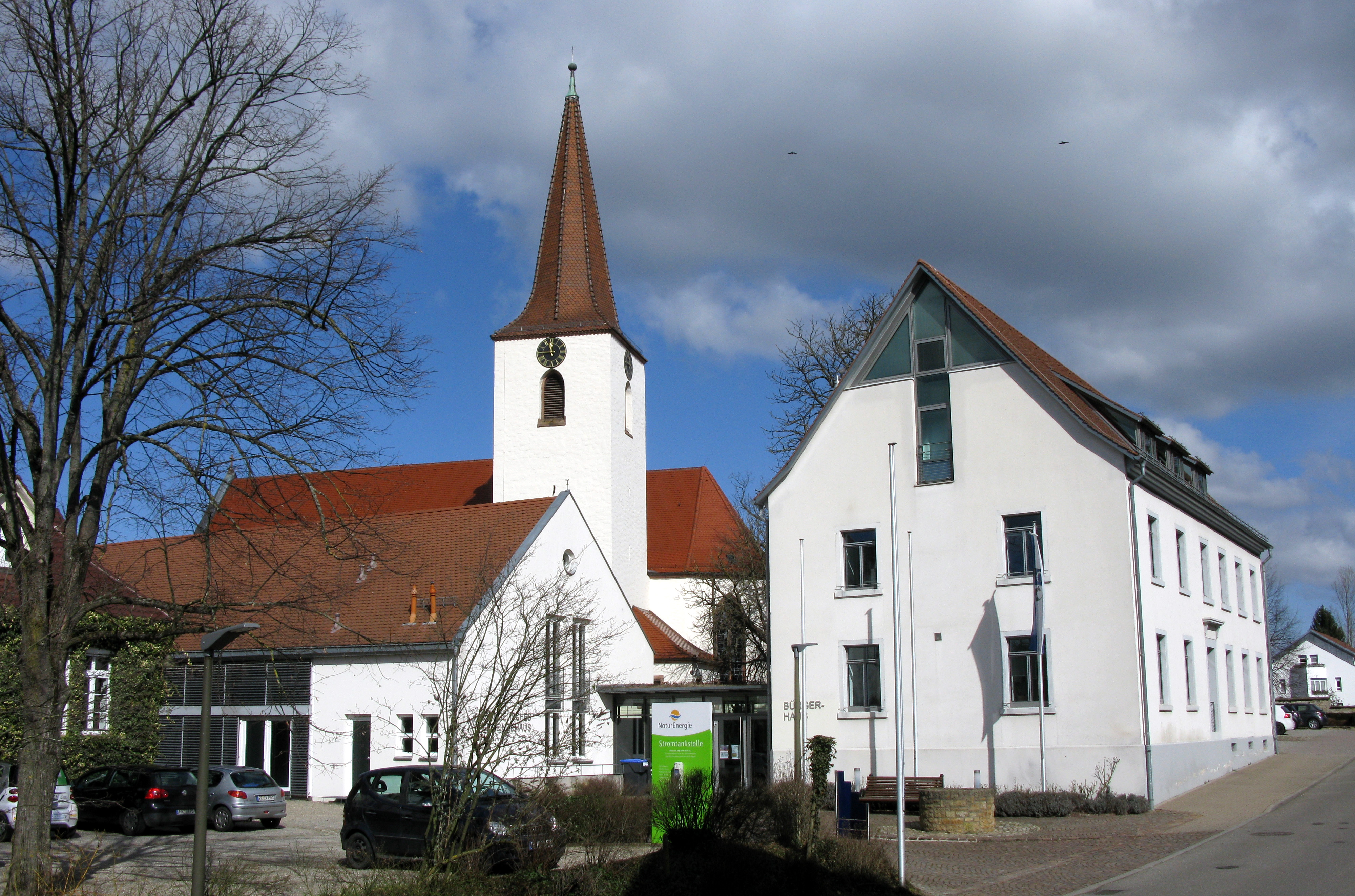
Evangelische Kirche mit Bürgerhaus in Wolfenweiler

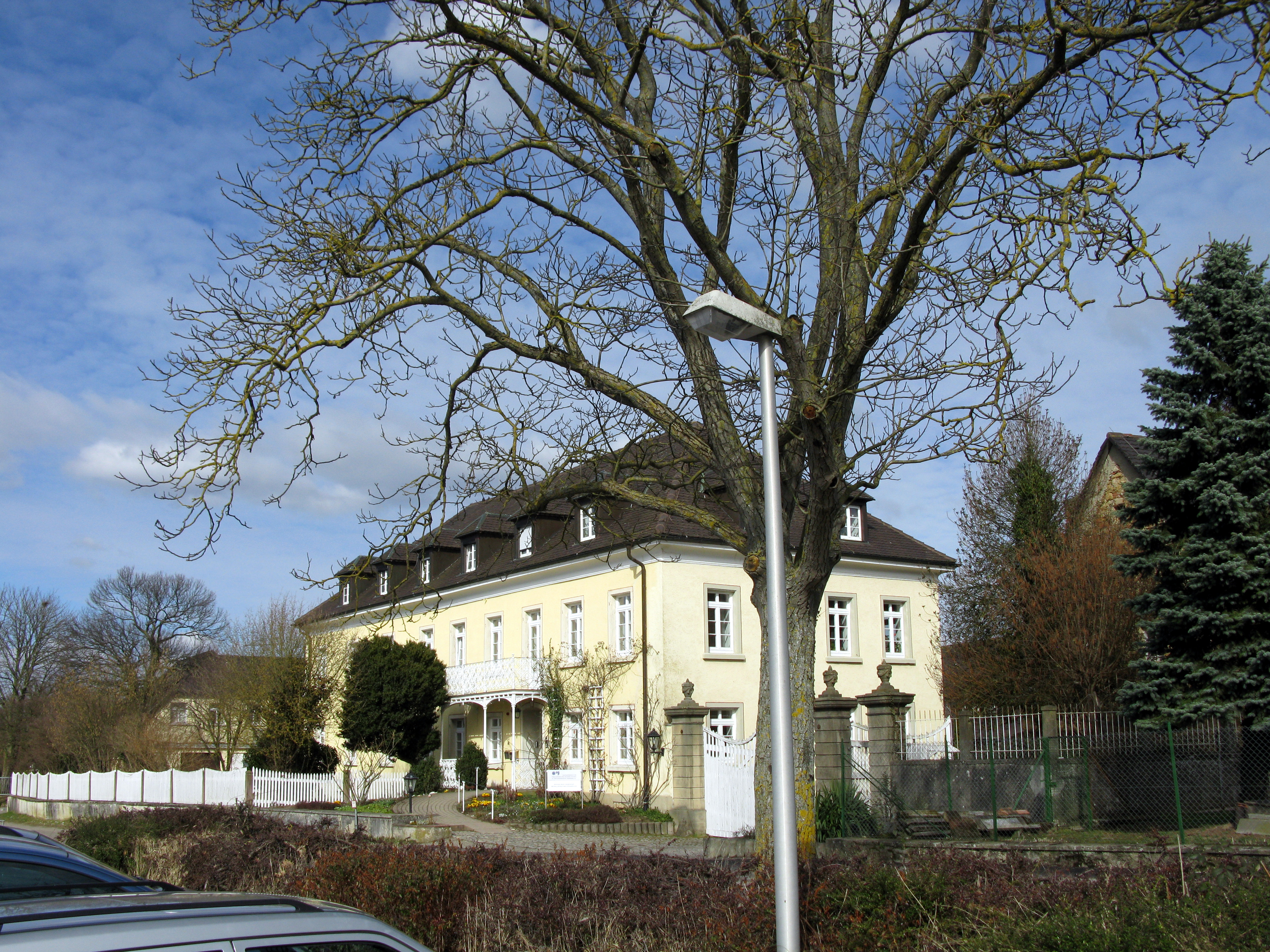
Rehaklinik Lindenhof in Schallstadt

Ein bedeutender Wirtschaftsfaktor in der Gemeinde ist der Weinbau. Ziemann Sicherheit hat in Schallstadt seinen Hauptsitz. Das Unternehmen ist der zweitgrößte Anbieter in Deutschland im Bereich Geld- und Werttransport und zudem in den Bereichen Sicherheitslogistik und Sicherheitsdienst tätig.

### Bildung
Zwei Grundschulen befinden sich in Schallstadt, die Johann-Philipp-Glock-Schule, die außerdem eine Außenstelle der Werkrealschule (Jengerschule Ehrenkirchen) beherbergt, sowie die Alemannenschule im Ortsteil Mengen. Kindertagesstätten gibt es im Kernort Am Käppele sowie in Mengen, außerdem den Evangelischen Kindergarten am Gehrenweg in Wolfenweiler.

### Energie
In Schallstadt wird mit Stand 2021 ein kaltes Nahwärmenetz errichtet, welches ca. 200 Wohnungen, das neue Rathaus und die Neue Ortsmitte mit Wärme und Kälte versorgen soll. Gespeist wird das Netz aus einem Abwassersammler des Abwasserzweckverbandes Breisgauer Bucht, dessen Temperaturniveau ganzjährig zwischen 12 und 18 Grad Celsius beträgt. Dessen Wärmeenergie wird über Wärmetauscher in das Kaltwärmenetz übertragen und anschließend zu den einzelnen Wohnungen transportiert, wo Wärmepumpenheizungen die Energie aus dem Kaltwasserkreis entnehmen und auf das erforderliche Niveau anheben.

### Kirchen
Evangelische Kirchen gibt es in den Ortsteilen Wolfenweiler beim alten Rathaus und in Mengen. Die Pfarrkirche St. Martin in Mengen wurde zwischen 1836 und 1841 nach Plänen des Architekten  Heinrich Hübsch als klassizistische Saalkirche mit hohem schlanken Turm und pyramidenförmigen Dach errichtet. Die erst 1992–94 errichtete katholische Kirche St. Blasius befindet sich östlichen Rand des Ortsteils Schallstadt an der Gemarkungsgrenze zu Wolfenweiler in fast unmittelbarer Nähe zum Neubau des Rathauses in der neuen Ortsmitte. Am östlichen Rand Wolfenweilers gibt es eine neuapostolische Kirche in direkter Nachbarschaft der Johann-Philipp-Glock-Schule.

### Klinik
Am Südrand von Schallstadt befindet sich mit der Rehaklinik Lindenhof ein Fachkrankenhaus für suchtkranke Frauen.

### Verkehr

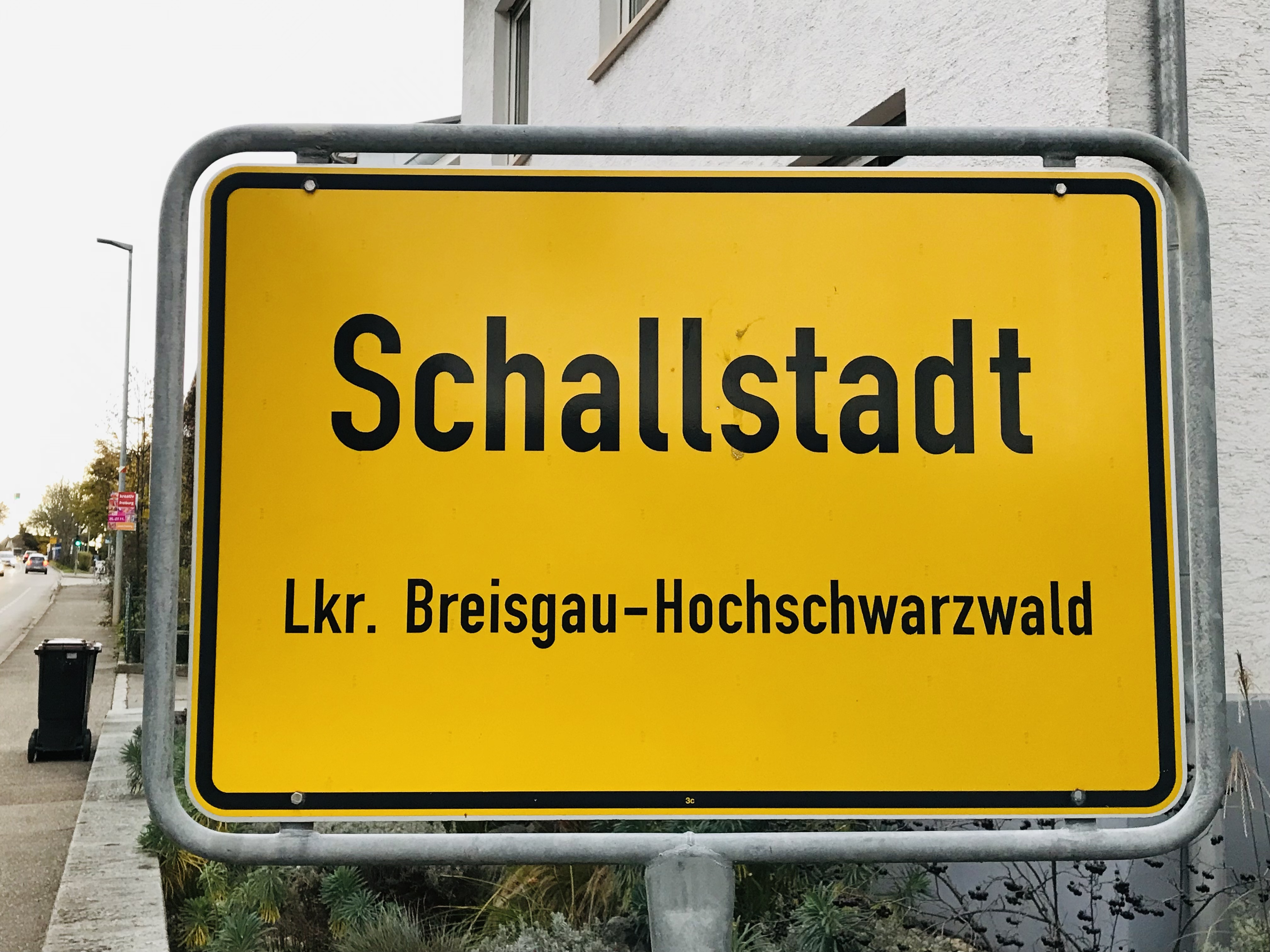
Schallstadter Ortseingangsschild

#### ÖPNV
Der Ort liegt im Regio-Verkehrsverbund Freiburg. Am Haltepunkt Schallstadt der Rheintalbahn halten Regional-Expresse und Regionalbahnen der Bahnlinie Offenburg–Basel. Der weitere DB-Haltepunkt Ebringen auf dem Gemeindegebiet trägt zwar den Namen der Nachbargemeinde, liegt aber am Ortsrand von Wolfenweiler. Dort halten vorwiegend Regionalbahnen, aber keine Expressverbindungen. Verschiedene Buslinien verbinden Schallstadt und seine Ortsteile mit Freiburg und den umliegenden Gemeinden.
Im Westen Schallstadts entlang der A 5 soll bis ins Jahr 2031 die Neubaustrecke Karlsruhe-Basel entstehen. Hierzu ist auf Höhe des Ortsteils Mengen der Bau eines längeren Tunnels geplant (siehe Mengener Tunnel).

#### Radverkehr
Durch eine Alltagsroute aus dem Radnetz Baden-Württemberg ist Schallstadt über St. Georgen mit Freiburg und über Pfaffenweiler und Ehrenkirchen mit Bad Krozingen verbunden.
Künftig soll ein Radschnellweg von Freiburg nach Bad Krozingen und Müllheim entlang der Basler Landstraße nach Schallstadt und weiter durchs Schneckental führen.
Durch Schallstadt verläuft als Landes-Radfernweg der Badische Weinradweg. Er führt von Grenzach-Wyhlen über Bad Krozingen nach Schallstadt. Noch vor dem Ort teilt er sich in zwei Varianten: Über Mengen und Munzingen zum Tuniberg, an ihm entlang nach Ihringen und über den Kaiserstuhl nach Sasbach am Kaiserstuhl oder weiter am Rande des Rheintals über Ebringen und Freiburg nach Emmendingen. Die Varianten treffen sich in Malterdingen wieder, das Ziel des gesamten Weges ist Laudenbach im Norden Baden-Württembergs.
Mengen ist über Föhrenschallstadt mit Schallstadt verbunden. Von Wolfenweiler verläuft ein Radweg unter der A 5 hindurch nach Tiengen. Von Leutersberg besteht über einen Radweg nordöstlich entlang der Badischen Hauptbahn ein Anschluss nach St. Georgen.
Seit August 2024 bestehen in Schallstadt zwei Stationen des Fahrradverleihsystems Frelo, eine am Bahnhof und eine im Teilort Mengen.

#### Straßenverkehr
Die Bundesstraße 3 führt durch Schallstadt.

## Kultur und Sehenswürdigkeiten

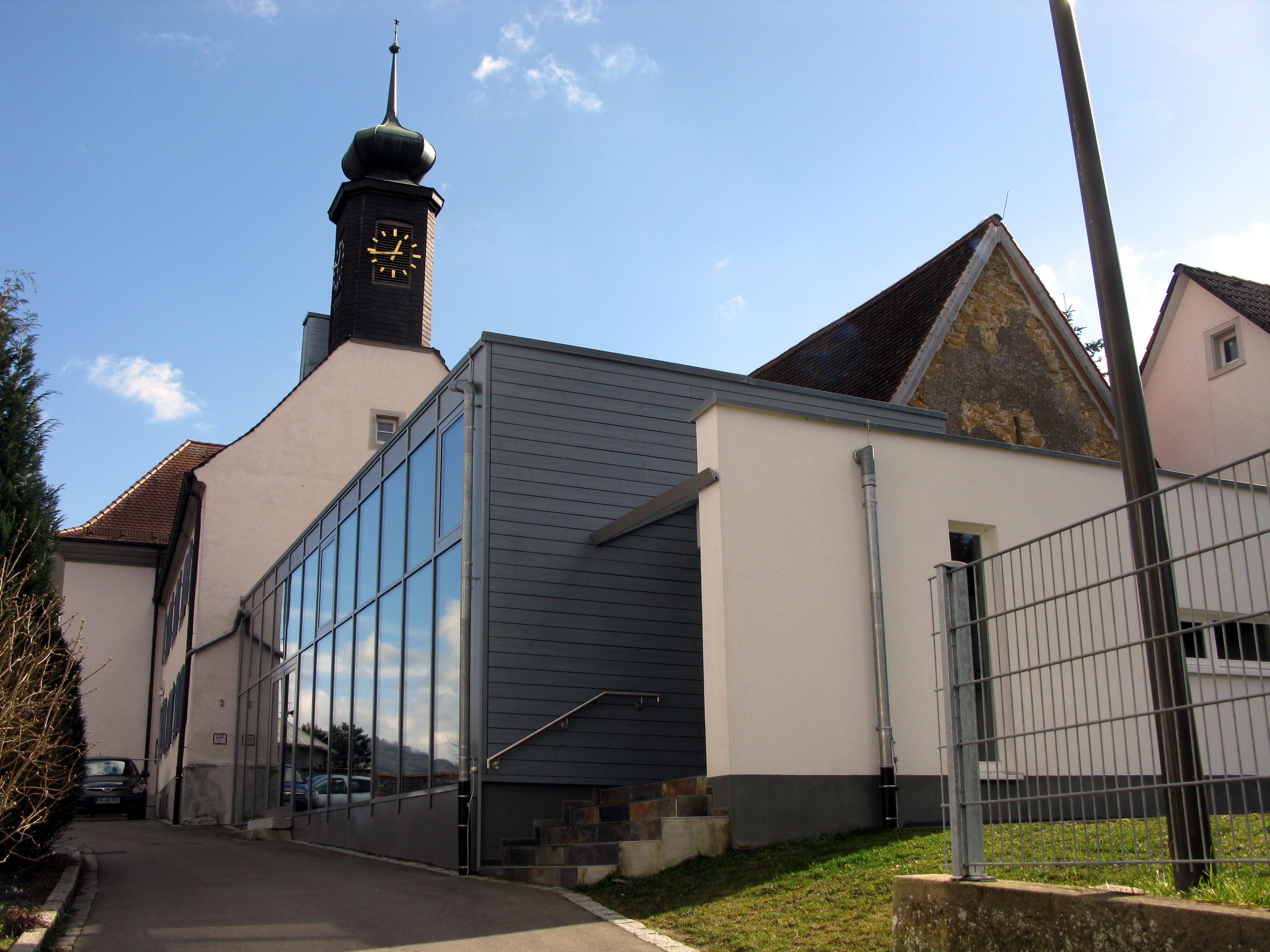
Käppele, im Vordergrund die um(ge)baute Scheune als Veranstaltungsstätte

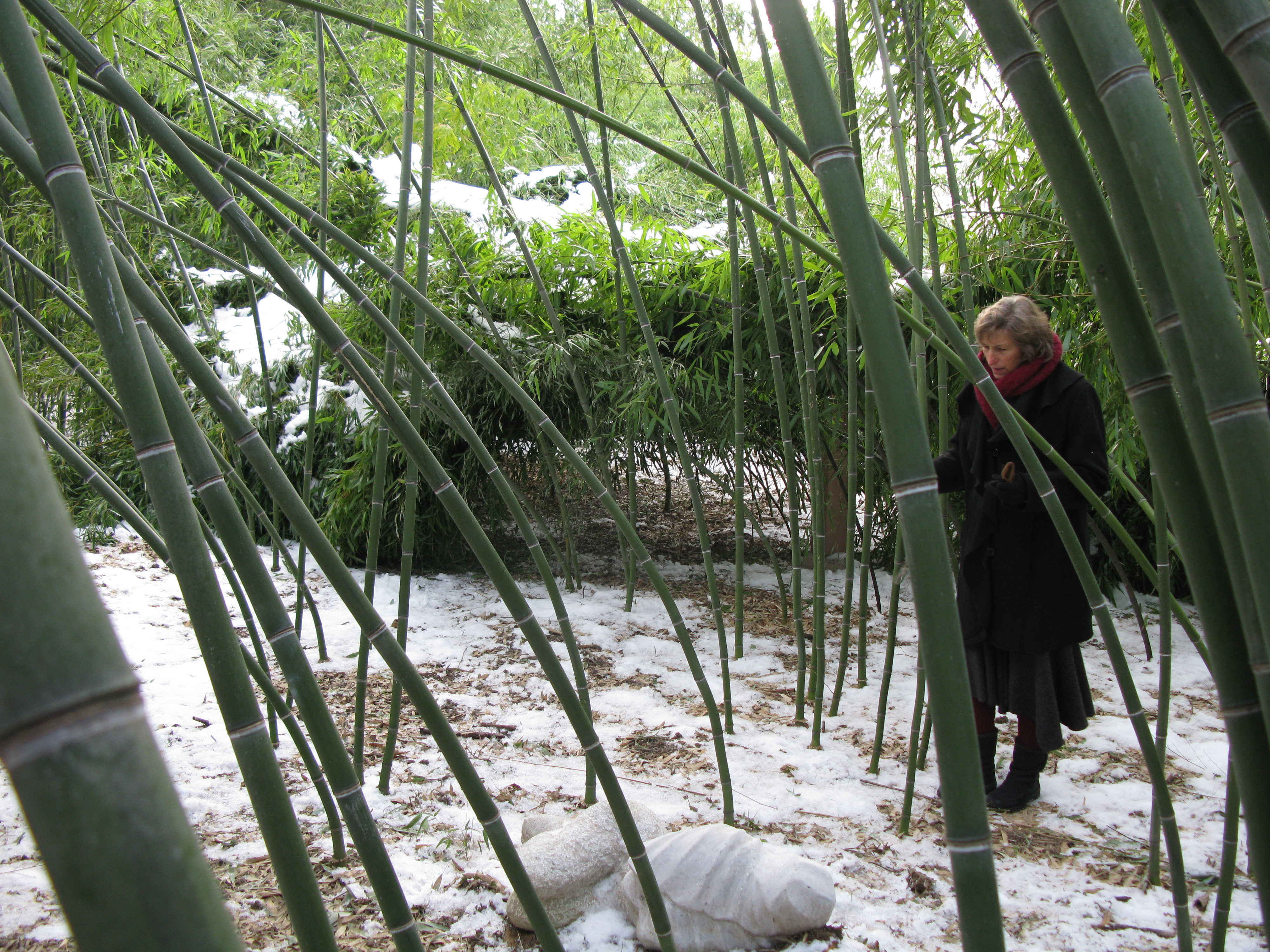
Bambutopia in Mengen

### Käppele
Das unter Denkmalschutz stehende Käppele wurde 1350 als St. Blasiuskapelle errichtet. Von 1768 an war dann knapp 170 Jahre lang die Volksschule darin untergebracht. 1998 wurde es saniert und teilweise umgebaut und beherbergt eine Kindertagesstätte und den Kunstverein mit Ausstellungsräumen unter dem Dach. In der 160 Quadratmeter großen umgebauten Scheune mit ihrem Gewölbekeller und einer Küche veranstaltet der Kulturverein Theateraufführungen, Filmvorführungen oder Konzerte.

### Bambutopia
Am westlichen Ortsausgang von Mengen befindet sich ein Skulpturengarten in einem 1989 angepflanzten Bambuswald. Auf über 8000 m² Fläche finden sich mehr als 27 Bambusarten.

## Persönlichkeiten

### Ehrenbürger
Erste Ehrenbürgerin der Gemeinde ist die Heimatdichterin Liesel Meier-Küchlin.

### Söhne und Töchter der Gemeinde
- Karl Frey (1886–1987), Lehrer und Geschäftsmann, Senator der Südafrikanischen Union
- Traugott Schächtele (* 1957), evangelischer Theologe und Prälat der Evangelischen Landeskirche in Baden
- Friedrich Konrad Stork (1914–1988), Politiker (FDP), Landtagsabgeordneter
- Johann Albert Stork (1860–1929), Politiker (Nationalliberale Partei,  DDP), Landtagsabgeordneter
- Martin Waldseemüller (um 1470–1520), Kartograph, Namensgeber von Amerika

### Weitere Persönlichkeiten
- Werner Berges (1941–2017), Pop-Art-Künstler
- Lothar Käser (* 1938), Gymnasiallehrer, Philologe und Ethnologe
- Manfred Vohrer (* 1941), Politiker (FDP) und Unternehmer
- Bernhard R. Kroener (* 1948), Militärhistoriker
- Eberhard Lilienthal (1923–2013), Stadtplaner und Architekt
- Uwe Wassmer (* 1966), Fußballprofi
- Norbert Wiggershaus (1939–2015), Militärhistoriker